# 三氯化(2,2':6',2''-三联吡啶)合钌
三氯化(2,2':6',2''-三联吡啶)合钌是一种配位化合物，化学式为C15H11Cl3N3Ru。它是棕色的顺磁性固体，分子中的氯可以被其它配体取代以制得其它钌的配合物。该分子具有八面体几何构型。它可由三氯化钌和2,2':6',2''-三联吡啶在DMF中加热得到。